# حي القاضي (عدن)
حي القاضي هو أحد أحياء مديرية البريقة في محافظة عدن اليمنية. يبلغ تعداد سكانه 8542 نسمة حسب التعداد السكاني في اليمن لعام 2004.